# Pierre-Louis Brice
Pour les articles homonymes, voir Brice.
Cet article possède un paronyme, voir Pierre Brice.
Pierre-Louis Brice  né Louis Pierre Brice le 20 février 1900 à Paris (8e arrondissement) et mort le 22 octobre 1980 aux Essarts-le-Roi, dans les Yvelines, est un ingénieur spécialiste du béton, un dirigeant d'entreprise qui collabora à la construction du mur de l'Atlantique et qui fut jugé dans le cadre de l'épuration économique en 1948.

## Biographie

### Un brillant ingénieur
Son père, Alexis Brice, était ingénieur et s'était associé en 1901 à Irma Sainrapt, veuve du fondateur d'une entreprise du BTP, créée en 1852.
Pierre Brice est reçu second à l'École centrale, en 1924. Il est très proche d'Eugène Freyssinet, alors âgé de 45 ans.
Dès 1932, Pierre Brice devient professeur à cette même école : il y fait un cours remarqué sur le béton armé.

### Le patron de Sainrapt et Brice
Succédant à son père, Pierre Brice est le patron de l'entreprise Sainrapt et Brice, cinquième entreprise du BTP en France dans les années 1930.
L'entreprise a une croissance rapide mais reste familiale. Le conseil d'administration est formé par les héritiers des familles Sainrapt et Brice, parmi lesquels Pierre Brice et sa sœur, Mme Bassot..

### Seconde Guerre mondiale

#### Les débuts de la guerre
En 1940, avant l'armistice, l'entreprise travaille aux fortifications des ports de Dunkerque et du Havre, à l'arsenal de Brest, aux réservoirs à essence de Bordeaux. L'essentiel de son activité est donc pour la défense nationale.

#### Travail pour les Allemands
Dès juin 1940, alors qu'il est replié dans les Pyrénées, Pierre Brice envoie à Paris Marcel de Jarny, secrétaire général de l'entreprise. Ce cadre qui parle l'allemand est chargé de voir comment l'occupant envisage la reprise de l'activité.
Le démarrage du travail pour l'occupant date véritablement du deuxième trimestre 1941. Après des travaux épars pour la Wehrmacht, les travaux de fortification et de construction des premières bases de sous-marins prennent de l'ampleur. Au printemps 1942, la construction du mur de l'Atlantique commence.
Le chiffre d'affaires de l'entreprise Sainrapt et Brice, entre 1940 et 1944, atteint 914,3 millions de francs. Sur cette somme, 378,3 millions, soit 41 %, seront reconnus comme "allemands" à la Libération.

#### Un brevet allemand
Cette collaboration économique n'a pas de bases idéologiques. Pierre Brice, qui  fréquente très peu les occupants cherche à  bénéficier d'avantages économiques et à éviter la réquisition du matériel de l'entreprise. Cependant, pour obtenir le prestige d'un "brevet allemand", il va jusqu'à faire travailler son entreprise en Allemagne et faire valoir une invention de la maison, la "paroi hydraulique". L'intitulé du brevet évoque un « réservoir en béton armé destiné à contenir certains liquides tels que les hydrocarbures ».

#### L'épuration
Dès la Libération de Paris, une instruction contre X est ouverte (21 décembre 1944). Pierre Brice doit démissionner de la chambre syndicale des constructeurs en béton (octobre 1944) et de la Fédération nationale des travaux publics (janvier 1945). Pendant l'été 1945, la CGT négocie avec le ministre de la Justice et celui de la Reconstruction et de l'Urbanisme l'exclusion de Pierre Brice de la direction de son entreprise, mais la possibilité pour la société Sainrapt et Brice de retrouver la possibilité de réaliser des chantiers publics.

#### Classement du dossier
En septembre 1948, le classement du dossier provoque des remous. Le 3 février 1949, le garde des sceaux, André Marie, est pris à partie à l'Assemblée et l'affaire Brice devient politique. Le député progressiste Emmanuel d'Astier de la Vigerie déclare : « Les hommes qui ont amassé des fortunes grâce à la collaboration jouissent maintenant pour une bonne part tranquillement de leur trahison tandis que le gouvernement, indulgent aux collabos, a mené une politique de répression contre la classe ouvrière. » Affaibli par cette affaire, André Marie démissionne le 13 février 1949.
En 1950, Pierre Brice reprend officiellement la direction de son entreprise. Sa société n'aura payé qu'une amende de dix millions de francs pour "profits illicites".

### Source bibliographique
La source principale de cet article est le chapitre III, « Le scandale Brice. Les bâtisseurs du mur de l'Atlantique », de l'ouvrage de Renaud de Rochebrune et Jean-Claude Hazera, Les Patrons sous l'occupation, Odile Jacob, 1995,  (ISBN 2738103286), p. 149 et sq,.